# Јосеф Бим
Јозеф Бим (чеш. Josef Bím; Високе над Јизеру, 24. јануар 1901 — 5. септембар 1934) је био чехословачки војник и скијаш.
Бим је био је члан националног олимпијског тима заједно са Јоном Митленером, Бохуславом Јосифеком и Карелом Бухтом војне патроле на Зимским олимпијским играма 1924. Те године чехословачки тим је освојио четврто место. Поред ове дисциплине на овој олимпијади Бим је учествовао и у нордијској комбинацији и завршио на 13. месту, а у скијашким скоковима на 26. месту. Бим је учествовао и на Зимским олимпијским играма 1928. у скијашким скоковима и пласирао се на 20. место.
Поред олимпијада Бим је учествовао и на два ФИС светска првенства у нордијском скијању 1925. где се пласирао на 5. место у нордијској комбинацији и 1926. када је био 23. у такмичењу у нордијској комбинацији, а такмичење у скијашким скоковима завршио падом.